# Торопово (Даниловский район)
Торопово — село в Даниловском районе Ярославской области, входит в состав Даниловского сельского поселения, центр Тороповского сельского округа. 

## География
Расположено на берегу реки Вожа в 15 км на юго-запад от райцентра Данилова. 

## История
Территория современного села Торопово включает в себя территории двух ранее самостоятельных населенных пунктов, разделенных речкой Вожа — погоста Воскресенского, что в Куклином Углу и сельца Торопово. Воскресенский погост получил свое название от прилегавшего к нему лесу, носившему название Куколка и образовывавшему здесь острый угол. В погосте находилась небольшая деревянная церковь, просуществовавшая до конца XVIII века. Кроме церкви в погосте был дома священника, псаломщика, пономаря, звонаря. В 1781 году на средства прихожан построена каменная церковь во имя Воскресения Христова с приделами во имя Казанской Божией Матери и Святого Николая Мирликийскаго. 
В конце XIX — начале XX века Торопово входило в состав Халезевской волости Даниловского уезда Ярославской губернии.
С 1929 года село входило в состав Абрамовского сельсовета Даниловского района, с 1958 года — центр Тороповского сельсовета, с 2005 года — в составе Даниловского сельского поселения.

## Население
| 1859 | 2002 | 2007 | 2010 |
| ---- | ---- | ---- | ---- |
| 76   | ↗253 | ↘208 | ↘185 |

## Инфраструктура
В селе имеются Тороповская основная школа (открыта в 1966 году), фельдшерско-акушерский пункт, отделение почтовой связи.

## Достопримечательности
В селе расположена недействующая Церковь Воскресения Христова (1781).